# 로베르토 센시니
로베르토 네스토르 센시니(스페인어: Roberto Néstor Sensini, 1966년 10월 12일, 산타 페 주 아로요 세코 ~)는 아르헨티나의 전 축구 선수이자 축구 감독으로, 현역 선수 시절 중앙 수비수나 수비형 미드필더로 활약했다. 전 아르헨티나 국가대표 선수였던 그는 1991년과 1993년 코파 아메리카를 동시에 석권했고, 1989년 대회에서도 3위에 입상했다. 그는 1990년, 1994년, 그리고 1998년 월드컵 본선에도 참가해 1990년 월드컵에서는 준우승을 차지했다. 또한, 그는 1996년 하계 올림픽에서 아르헨티나 선수단 일원으로 은메달을 목에 걸기도 했다.

## 클럽 경력
그는 1986년에 뉴얼스 올드 보이스에서 프로 무대에 처음 등장했다. 그는 첫 우승을 거두고 1989년에 이탈리아로 건너가 아벨 발보와 함께 우디네세에 입단했다. 센시니는 "백흑 군단"(bianconeri) 소속으로 4년을 보내고 1993년에 파르마로 이적해 6년을 더 활약했다. 센시니는 이 기간에  미드필더로 뛰기도 했고, "노랑-파랑 군단"(gialloblu) 일원으로 UEFA컵을 2번 들어올렸고, 코파 이탈리아를 2번, UEFA 슈퍼컵도 1번 우승했고, 1994년에 유러피언 컵위너스컵 결승전에도 진출했다. 이후 그는 1999-2000 시즌에 라치오를 잠깐 거치면서 "방패"(scudetto)와 "모표"(coccarda)를 동시에 차지했고, UEFA 슈퍼컵과 수페르코파 이탈리아나도 1년 만에 모두 손에 넣었다. 라치오에서 2년을 보낸 그는 파르마로 복귀해 1년을 더 활약하며 2002년에 코파 이탈리아를 또다시 우승하고, 처음 이탈리아를 밟았던 우디네세로 2002년에 복귀했다.
2005년, 그는 우디네세에서 가장 꾸준한 활약을 펼치며 소속 구단의 깜짝 챔피언스리그 본선행에 공헌했다. 센시니는 2005-06 시즌에 손꼽히는 최고령 선수로, 1부 리그 역대 최고령 외국인 득점 기록도 39세 2개월 26일에 세웠다. 1부 리그에서 380번 이상의 경기에 출전한 그는 이탈리아 리그에서 손꼽히게 경험을 많이 쌓은 수비수로, 이탈리아 기자들로부터 "어르신"(nonno)이라 불리기도 했다. 그는 시즌 종료 후 축구화를 벗었다.

## 국가대표팀 경력
"작은 선반대"(boquita)로도 알려진 센시니는 아르헨티나 국가대표팀 경기에 1987년 처음 출전해 2000년에 마지막 경기를 치렀다. 그는 1990년, 1994년, 그리고 1998년에 월드컵 본선 경기에 뛰었다. 1990년 월드컵 결승전에서 센시니는 논란의 서독에게 논란의 페널티킥을 헌납했는데, 이는 서독의 결승골의 빌미가 되었다. 그는 1989년 코파 아메리카에서 자국의 3위 입상에 공헌했고, 1991년과 1993년 코파 아메리카에서 연달아 우승한 주역이었다.
그는 아르헨티나 올림픽 국가대표팀 일원으로 애틀랜타에서 열린 1996년 하계 올림픽에 참가해 은메달을 걸었는데, 그는 한 선수단에서 최대 3명까지 허용되는 연령 초과 선수였다.

## 경력 통계

### 클럽
출처:
| 구단      | 시즌      | 리그      | 리그 | 리그 | 컵   | 컵 | 대륙 | 대륙 | 기타 | 기타 | 합계 | 합계 |
| 구단      | 시즌      | 리그명    | 출장 | 골   | 출장 | 골 | 출장 | 골   | 출장 | 골   | 출장 | 골   |
| --------- | --------- | --------- | ---- | ---- | ---- | -- | ---- | ---- | ---- | ---- | ---- | ---- |
| 우디네세  | 1989–90   | 세리에 A  | 33   | 2    | 1    | 0  | —    | —    | —    | —    | 34   | 2    |
| 우디네세  | 1990–91   | 세리에 B  | 36   | 4    | —    | —  | —    | —    | —    | —    | 36   | 4    |
| 우디네세  | 1991–92   | 세리에 B  | 36   | 2    | 4    | 0  | —    | —    | —    | —    | 40   | 2    |
| 우디네세  | 1992–93   | 세리에 A  | 33   | 1    | 2    | 0  | —    | —    | 1    | 0    | 36   | 1    |
| 우디네세  | 1993–94   | 세리에 A  | 11   | 0    | 3    | 0  | —    | —    | —    | —    | 14   | 0    |
| 우디네세  | 합계      | 합계      | 149  | 9    | 10   | 0  | —    | —    | 1    | 0    | 159  | 9    |
| 파르마    | 1993–94   | 세리에 A  | 20   | 0    | 6    | 0  | 5    | 1    | 2    | 1    | 33   | 2    |
| 파르마    | 1994–95   | 세리에 A  | 24   | 2    | 8    | 1  | 10   | 0    | —    | —    | 42   | 3    |
| 파르마    | 1995–96   | 세리에 A  | 31   | 2    | 1    | 0  | 6    | 0    | 1    | 0    | 39   | 2    |
| 파르마    | 1996–97   | 세리에 A  | 31   | 1    |      |    | 2    | 0    | —    | —    | 33   | 1    |
| 파르마    | 1997–98   | 세리에 A  | 24   | 5    | 3    | 0  | 6    | 3    | —    | —    | 33   | 8    |
| 파르마    | 1998–99   | 세리에 A  | 26   | 1    | 8    | 0  | 10   | 0    | —    | —    | 44   | 1    |
| 파르마    | 합계      | 합계      | 156  | 11   | 26   | 1  | 39   | 4    | 3    | 1    | 224  | 17   |
| 라치오    | 1999–2000 | 세리에 A  | 23   | 1    | 2    | 0  | 7    | 0    | —    | —    | 32   | 1    |
| 라치오    | 2000–01   | 세리에 A  | 1    | 0    | 2    | 1  | 3    | 0    | 1    | 0    | 7    | 1    |
| 라치오    | 합계      | 합계      | 24   | 1    | 4    | 1  | 10   | 0    | 1    | 0    | 39   | 2    |
| 파르마    | 2000–01   | 세리에 A  | 19   | 0    | 4    | 0  | —    | —    | —    | —    | 23   | 0    |
| 파르마    | 2001–02   | 세리에 A  | 16   | 0    | 3    | 0  | 6    | 1    | —    | —    | 25   | 1    |
| 파르마    | 합계      | 합계      | 35   | 0    | 7    | 0  | 6    | 1    | 0    | 0    | 48   | 1    |
| 우디네세  | 2002–03   | 세리에 A  | 31   | 3    | 1    | 0  | —    | —    | —    | —    | 32   | 3    |
| 우디네세  | 2003–04   | 세리에 A  | 25   | 2    |      |    | 1    | 0    | —    | —    | 26   | 2    |
| 우디네세  | 2004–05   | 세리에 A  | 21   | 1    | 3    | 0  | —    | —    | —    | —    | 24   | 1    |
| 우디네세  | 2005–06   | 세리에 A  | 14   | 1    |      |    | 5    | 0    | —    | —    | 19   | 1    |
| 우디네세  | 합계      | 합계      | 91   | 7    | 4    | 0  | 6    | 0    | 0    | 0    | 101  | 7    |
| 경력 합계 | 경력 합계 | 경력 합계 | 455  | 28   | 51   | 2  | 61   | 5    | 1    | 0    | 571  | 36   |

1. ↑  세리에 A 강등 플레이오프전 출장 경기 기록 포함
2. ↑  유러피언 슈퍼컵 2경기 출장 1골 기록 포함
3. 1 2  수페르코파 이탈리아나 출장 기록 포함

## 경기 방식
센시니는 꾸준하고, 결정적이고, 지능적인 선수이다. 그는 전술적 유연도가 높은 선수이기도 하며, 수비수나 미드필더로 모두 활약할 수 있다. 현역 시절 통틀어, 그는 주로 측면 수비수, 공격형 안쪽 측면 수비수, 중앙 수비수, 혹은 수비형, 혹은 중앙 미드필더도 맡았었다. 비록 그는 견제와 저지 등 수비적 역량이 뛰어나 공을 잘 회수했고, 거칠고, 위협적이며, 몸싸움을 지향하기도 하는 그는 기술력도 좋아 공격을 전개하고 선수단에게 간혹 득점을 선사하기도 했다. 그는 1990년대에서 2000년대까지 정상급 선수로 손꼽혔다.

## 감독 경력
2006년 2월 10일, 세르세 코스미가 해임된 후, 센시니는 축구화를 벗고 우디네세의 신임 감독으로 취임했다. 그를 보좌하기 위해 로리스 도미니시니가 공동 감독이 되었다. 그 다음 달, 도미니시니 감독이 경질되면서, 센시니도 사표를 제출했다. 우디네세의 성적은 강등권으로 처졌고, 같은 시기 UEFA컵에서도 불가리아의 레프스키 소피아에 패퇴했다.
2008년 클라우수라 시즌에 센시니는 에스투디안테스의 감독으로 취임해 디에고 시메오네의 뒤를 맡았다. 센시니는 이어 2009년 클라우수라 시즌에 뉴얼스 올드 보이스를 지휘했다. 2011년 4월, 그는 뉴얼스 올드 보이스를 2년 동안 이끌고 직전의 9경기에서 6패를 당하는 부진에 빠지고 리그 순위도 19위로 처지면서 사표를 제출했다.
2012년 2월 21일, 센시니는 아르헨티나 1부 리그의 콜론 감독이 되었다. 그는 2013년 3월 16일에 숙적 산 로렌소 전 0-1 패배를 포함해 8경기 무승의 부진에 빠지면서 사퇴했다.

## 사생활
1996년, 센시니는 이탈리아 시민권을 취득했다. 그는 이탈리아계 아르헨티나인으로, 조부 파치피코 센시니가 1911년에 마르케 주의 마체라타에서 로사리오로 이민했다.

## 감독 통계
2021년 12월 4일 기준
| 구단                  | 국적       | 취임             | 해임            | 기록 | 기록 | 기록 | 기록 | 기록 | 기록 | 기록 | 기록  |
| 구단                  | 국적       | 취임             | 해임            | 전   | 승   | 무   | 패   | 득   | 실   | 차   | 율 %  |
| --------------------- | ---------- | ---------------- | --------------- | ---- | ---- | ---- | ---- | ---- | ---- | ---- | ----- |
| 우디네세              | 이탈리아   | 2006년 2월 10일  | 2006년 3월 20일 | 8    | 4    | 3    | 1    | 12   | 5    | +7   | 50.00 |
| 에스투디안테스        | 아르헨티나 | 2008년 1월 1일   | 2008년 9월 18일 | 35   | 17   | 10   | 8    | 50   | 37   | +13  | 48.57 |
| 뉴얼스 올드 보이스    | 아르헨티나 | 2009년 1월 1일   | 2011년 4월 10일 | 93   | 34   | 31   | 28   | 111  | 91   | +20  | 36.56 |
| 콜론                  | 아르헨티나 | 2012년 2월 21일  | 2013년 3월 16일 | 48   | 15   | 17   | 16   | 64   | 62   | +2   | 31.25 |
| 아틀레티코 라파엘라   | 아르헨티나 | 2014년 7월 18일  | 2015년 3월 31일 | 29   | 9    | 7    | 13   | 13   | 31   | −18  | 31.03 |
| 에베르톤 비냐 델 마르 | 칠레       | 2020년 12월 20일 | 2021년 12월 6일 | 50   | 17   | 16   | 17   | 46   | 50   | −4   | 34.00 |
| 경력 합계             | 경력 합계  | 경력 합계        | 경력 합계       | 263  | 96   | 84   | 83   | 311  | 282  | +29  | 36.50 |

## 수상

### 클럽
뉴얼스 올드 보이스
- 아르헨티나 프리메라 디비시온: 1987–88
- 코파 리베르타도레스 준우승: 1988

파르마
- 코파 이탈리아: 1998–99, 2001–02
- UEFA컵: 1994–95, 1998–99
- UEFA 슈퍼컵: 1993
- 세리에 A 준우승: 1996-97
- 유러피언 컵위너스컵 준우승: 1993-94

라치오
- 세리에 A: 1999–2000
- 코파 이탈리아: 1999–2000
- 수페르코파 이탈리아나: 2000
- UEFA 슈퍼컵: 1999

아르헨티나
- 월드컵 준우승: 1990
- 하계 올림픽 은메달: 1996